# Jared Williams
Jared Williams (* 4. März 1766 im Montgomery County, Province of Maryland; † 2. Januar 1831 bei Newton, Virginia) war ein britisch-amerikanischer Politiker. Zwischen 1819 und 1825 vertrat er den Bundesstaat Virginia im US-Repräsentantenhaus.

## Werdegang
Jared Williams genoss eine gute Schulausbildung und arbeitete danach in der Landwirtschaft. Er ließ sich in Virginia nieder und schlug als Mitglied der Demokratisch-Republikanischen Partei eine politische Laufbahn ein. Zwischen 1812 und 1817 saß er im Abgeordnetenhaus von Virginia. Bei den Kongresswahlen des Jahres 1818 wurde er im dritten Wahlbezirk von Virginia in das US-Repräsentantenhaus in Washington, D.C. gewählt, wo er am 4. März 1819 die Nachfolge von Henry St. George Tucker antrat. Nach zwei Wiederwahlen konnte er bis zum 3. März 1825 drei Legislaturperioden im Kongress absolvieren.
Nach dem Ende seiner Zeit im US-Repräsentantenhaus trat Jared Williams politisch nicht mehr in Erscheinung. Er starb am 2. Januar 1831 nahe Newton.